# Prison pour dettes en France
Pour un article plus général, voir Prison pour dettes.

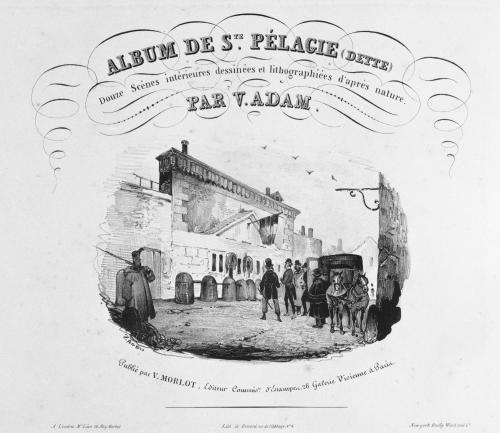
Sainte-Pélagie Prison pour dettes

En droit français, la prison pour dettes était l'enfermement dans les prisons de l'État (prison royales en France sous l'Ancien Régime) pour non paiement  de dettes privées, à la demande du créancier jusqu'à l'abolition de cette contrainte en 1867.

## Moyen-Âge
La prison pour dettes est instituée en France par une ordonnance  royale de Philippe Le Bel de mars 1303. Elle était ouverte aux seuls créanciers munis d’un écrit revêtu du sceau royal.
Cette mesure avait pour buts de favoriser le développement de la contractualisation du crédit, de prévenir les actes de violence physique entre créancier et débiteur dans une société accoutumée à la brutalité, accessoirement de fournir une ressource fiscale (droit accompagnant l’apposition du sceau).
La prison pour dette était en quelque sorte une délégation de la force privée aux agents royaux. Le débiteur était considéré comme prisonnier de son créancier, non du roi.
Cette forme d’emprisonnement ne s’accompagnait pas des peines complémentaires généralement appliquées au Moyen-Âge, physiques (fustigations, torture) ou infamantes telle qu’exposition au pilori.
La durée de détention était généralement très courte. D’après les registres de la prison du Châtelet pour les années  1488-1489, la durée d’emprisonnement pour dette était le plus souvent comprise entre une journée et une semaine, rarement plus d’un mois. L’enfermement du débiteur le privant des moyens de se rendre solvable et les frais du séjour étant à la charge du créancier, celui-ci n’avait pas intérêt à le prolonger. Cette mesure, cependant redoutée comme infamante, avait surtout pour but de contraindre le débiteur solvable récalcitrant à s’acquitter de sa dette ou d’amener les parties à un accord (par exemple rééchelonnement).

## Après la Révolution française
Sauf deux périodes de suppression de 1793 à 1797 et en 1848 la contrainte par corps des débiteurs persiste en France jusqu’à son abolition en 1867.
À Paris, au XIXe siècle, les prisons pour dettes étaient la prison Sainte-Pélagie de 1797 à 1834 puis celle de la rue de Clichy jusqu'à l'abolition de la contrainte par corps en France en 1867. 
La prison pour dettes fait l’objet de débats sous la Restauration et de la Monarchie de Juillet sur son principe et son efficacité.
Une étude de 1836 de Jean-Baptiste Bayle-Mouillard « de l'emprisonnement pour dettes »  qui précise  la durée moyenne d’incarcération de 102 jours à Paris, de 72 jours en province, conclut à  l’inefficacité pour le créancier de l’emprisonnement pour toute créance inférieure à 1 000 F, par son coût, frais de justice et frais d’entretien à la charge du créancier.
À cette époque, la contrainte par corps du débiteur était en pratique abandonnée en matière civile et ne s’appliquait pas, non plus, aux commerçants et industriels en faillite. Il en résulte que la plupart des emprisonnés pour dettes étaient des petits commerçants ou aubergistes sans instruction, incapables d’organiser leur défense juridique. 
La contrainte par corps était en pratique un moyen de pression pour forcer les pauvres à vendre (à brader) leurs biens à la sauvette.
Après 1867, l'emprisonnement pour dettes ne subsiste que sous la forme de la contrainte judiciaire qui ne concerne que les dettes dues à l'État, non celles entre particuliers.